# Immanuel Dornfeld

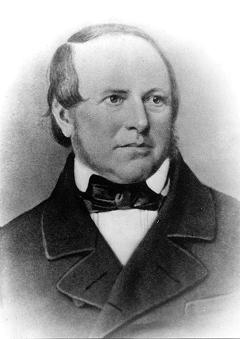
Immanuel Dornfeld

Immanuel August Ludwig Dornfeld (* 15. Mai 1796 in Neckarweihingen, heute Ludwigsburg; † 29. Dezember 1869 in Weinsberg) war ein deutscher Verwaltungsbeamter in 18 Städten und Gemeinden in Württemberg. Er war Weingärtner und gilt als geistiger Vater und Hauptinitiator der Weinbauschule in Weinsberg.

## Leben
Immanuel Dornfeld wurde 1796 als Sohn eines Dorfpfarrers in Neckarweihingen geboren. Nach dem Besuch der Lateinschule in Ludwigsburg und einer Lehre als Amtsschreiber in Gaildorf schlug er eine Verwaltungslaufbahn ein. Von 1812 bis 1869 war er in verschiedenen  Funktionen, so als Amtsschreiber und Kameralverwalter, in 18 Städten und Gemeinden in Württemberg in unterschiedlichen Behörden tätig. Er war Mitglied der Gesellschaft für die Weinverbesserung Württemberg und ab 1850 Kameralverwalter für das Oberamt Weinsberg. Kenntnisse über den Weinbau eignete sich Dornfeld als Autodidakt an. Als sein Verdienst gilt sein nachhaltiger Einsatz für die Einrichtung einer Weinbauschule. Bereits 1849 legte er dafür detaillierte Vorschläge vor. Diese Weinbauschule wurde nach Genehmigung am 9. Dezember 1863 durch König Wilhelm I. und einer Bauzeit von ca. zwei Jahren in Weinsberg am 22./23. Februar 1868 eröffnet. Er starb 1869 in Weinsberg und wurde dort begraben. Dornfeld verfasste die erste umfassende Geschichte des Weinbaus in Schwaben. Ihm zu Ehren wurde eine Weinsberger Neuzüchtung, der Dornfelder, benannt.

## Auszeichnungen

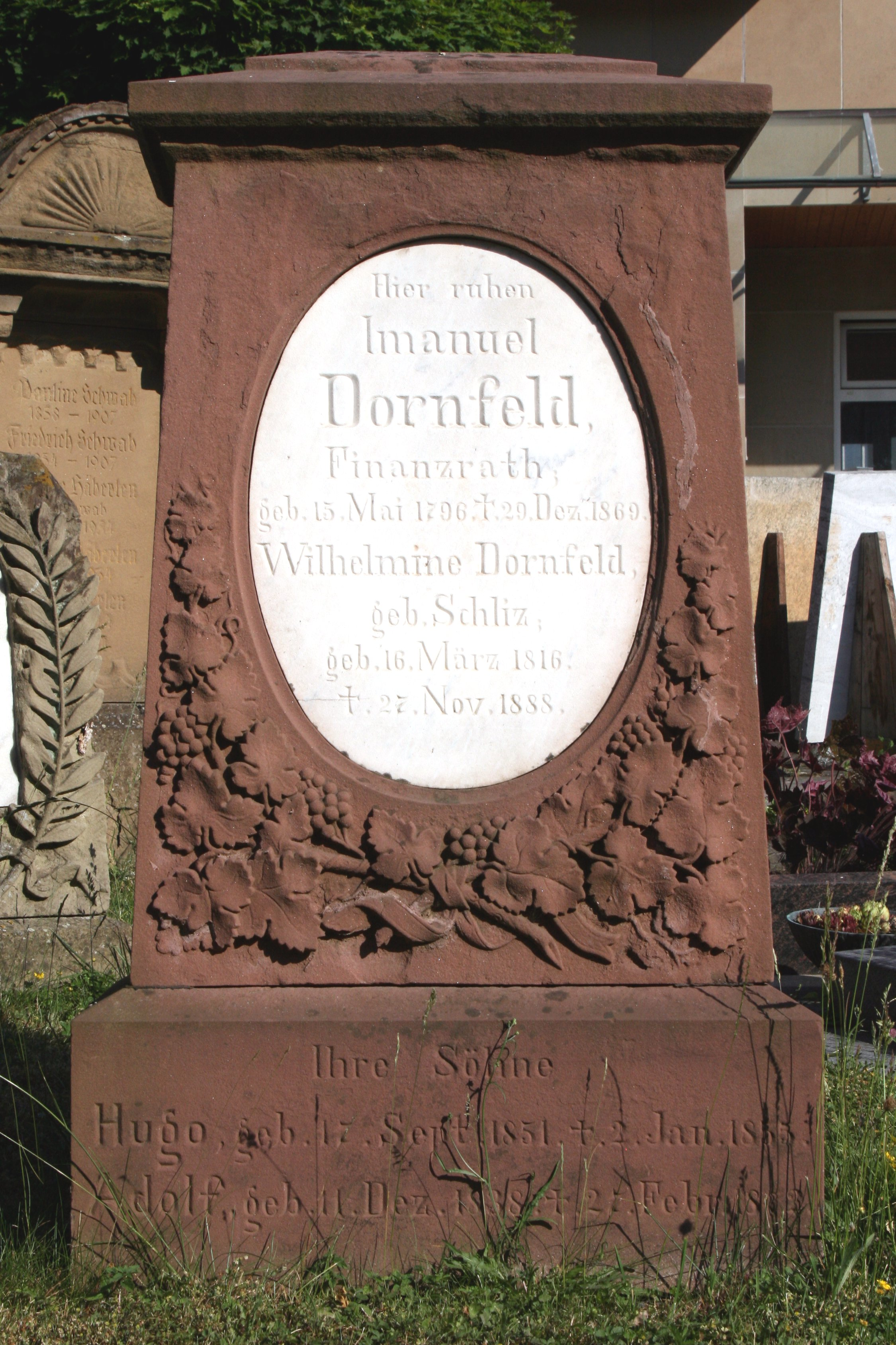
Grabstein Dornfelds

- 1859 Ritterkreuz des Friedrichs-Ordens u. a. wegen Unterstützung der Landwirtschaft, des Weinbaus und der Weinkultur

## Werke
- Weinbauschule, oder Anleitung zur Pflanzung der Rebe und Gewinnung des Weins. Stuttgart 1859, Heilbronn 1860
- Der rationelle Weinbau und die Weinbereitungs-Lehre. Heilbronn 1864
- Die Geschichte des Weinbaues in Schwaben. Cohen & Risch, Stuttgart 1868
- Die Wein- und Obstproducenten Deutschlands. Stuttgart und Tübingen 1868